# إيغور تورتشين (مبارز)
إيغور تورتشين (مواليد 13 مايو 1982) هو مبارز بالسيف روسي، مثّل بلاده في الألعاب الأولمبية الصيفية 2004.

## روابط خارجية
إيغور تورتشين على موقع الاتحاد الدولي للمبارزة (الإنجليزية)
- إيغور تورتشين على موقع الاتحاد الأوروبي للمبارزة (الإنجليزية)
- إيغور تورتشين على موقع الاتحاد الروسي للمبارزة (الروسية)
- إيغور تورتشين على موقع اللجنة الأولمبية الدولية (الإنجليزية)
- إيغور تورتشين على موقع أوليمبيديا (الإنجليزية)